# Чечегов
Чечегов (словац. Čečehov) — село, громада в окрузі Михайлівці, Кошицький край, Словаччина. Село розташоване на висоті 106 м над рівнем моря. Населення — 350 осіб (96 % — етнічні словаки).

## Історія
Перша згадка 1410 року.

## Географія
Протікає Чечеговський канал.

## Населення
| Рік:            | 1994. | 2004.    | 2014.   | 2024.   |
| --------------- | ----- | -------- | ------- | ------- |
| Кількість осіб: | 273   | 341      | 372     | 388     |
| Різниця:        |       | +24,90 % | +9,09 % | +4,30 % |

| Рік:            | 2023. | 2024. |
| --------------- | ----- | ----- |
| Кількість осіб: | 388   | 388   |
| Різниця:        |       | +0 %  |